# Зов Пармы
Зов Па́рмы — ежегодный этно-ландшафтный фестиваль, проходящий в Пермском крае близ Чердыни с 2010 года. Является фактическим продолжением фестиваля «Сердце Пармы», инициатива проведения которого принадлежала писателю Алексею Иванову — автору одноимённого романа. В 2010—2015 годах проходил около села Камгорт; с 2016 года проводится ближе к Чердыни, в районе села Серёгово. В 2020—2021 годах не проводился, но в 2022 году был возобновлен.
На «Зове Пармы» проводятся ролевые игры, ярмарка изделий народных промыслов и мастер-классы; демонстрируются выступления музыкальных коллективов, представления народных театров. Финансируется в основном властями Пермского края. Играет значительную роль в привлечении туристов в Чердынский район.

## Предыстория

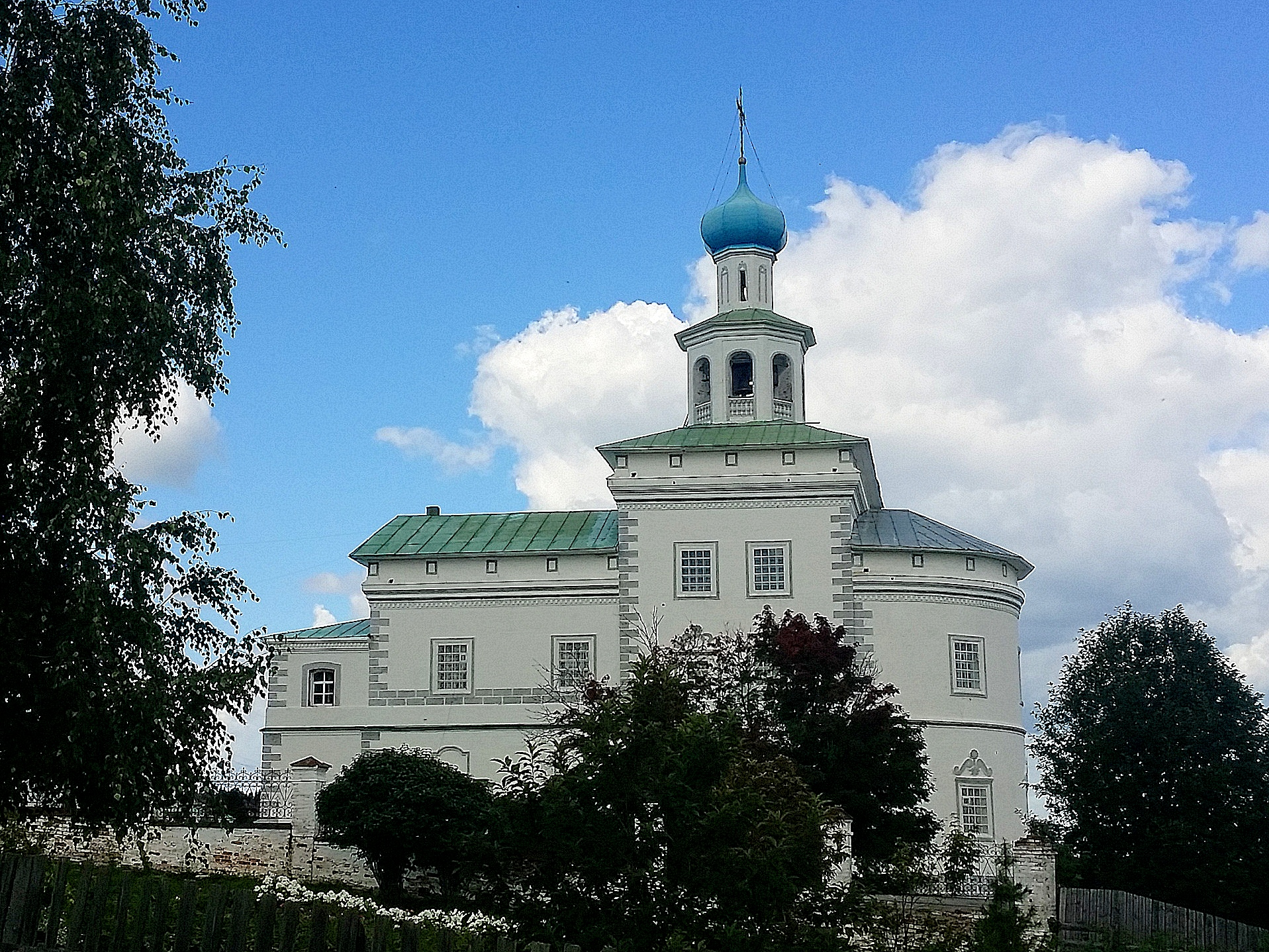
Церковь Иоанна Богослова, часть комплекса Чердынского Иоанно-Богословского монастыря, основанного в XV веке (сама церковь построена позднее — в начале XVIII века)

В XV — начале XVI веках территория северного Прикамья, входившая в состав исторической области Пермь Великая, являлось зависимым от Москвы княжеством. В его составе была Чердынь. Княжество подвергалось набегам казанских татар и пелымских манси. В 1505 году великий московский князь ликвидировал автономию княжества и назначил в Пермь Великую своего наместника Василия Ковра. Со временем Чердынь пришла в упадок и в начале XXI века была небольшим городом с населением около 6 тыс. человек. На территории Чердынского района в начале XXI века проживало менее 30 тыс. жителей, причём их количество ежегодно уменьшалось. Интерес к Перми Великой возник после выхода в 2003 году романа писателя Алексея Иванова — «Сердце пармы или Чердынь — княгиня гор». В этом романе описываются события второй половины XV века, связанные с покорением Перми Великой и набегами на Прикамье пелымских манси. Роман принёс Чердыни всероссийскую известность — в 2005 году местный краеведческий музей посетили не менее 30 тыс. человек.
В 2006 году был проведён первый фестиваль «Сердце Пармы», организованный одноимённым Центром культурных проектов (во главе с Ильёй Вилькевичем) и администрацией Чердынского района. С 2007 года финансирование фестиваля осуществлялось за счёт средств бюджета Пермского края. В 2007 и 2008 годах фестиваль прошёл вновь. Фестиваль быстро стал популярен — если в 2006 году он собрал около 400 человек, то в 2008 году уже около 8 тыс. человек. Фестиваль 2009 года посетил известный художник Николай Полисский. Фестиваль проходил на трёх площадках:
- Музыкальная — выступление 10 музыкальных групп в стиле фолк-музыки, в том числе группы «Калинов мост»;
- Ристалище (ролевые игры) — клубы из Екатеринбурга, Ижевска, Тюмени, Кирова и других городов;
- Ярмарочная — торговля изделиями народных промыслов, конкурсы.

В 2009—2010 годах между писателем и пермскими краевыми властями произошел конфликт, связанный с проектом «Пермь как текст». Этот проект финансировался из регионального бюджета и должен был состоять из 12 книг (вышли 9), каждая из которых должна была включать в себя произведения пермских писателей. По словам Алексея  Иванова авторам текстов (а также корректору) не заплатили за работу. В отношении заместителя краевого министра культуры возбудили уголовное дело в связи с причинением бюджету ущерба при реализации этого проекта. В итоге, когда в 2010 году краевое Министерство культуры, молодежной политики и массовых коммуникаций предложило Иванову средства на проведение фестиваля, то получило отказ. В связи с этим продюсер писателя Юлия Зайцева заявила, что «некорректно» брать деньги на этот проект, пока «минкульт не решил проблему с другим проектом Алексея Иванова „Пермь как текст“». Зайцева уточнила, что если Министерство выполнит обязательства по проекту «Пермь как текст», то в следующем 2011 году фестиваль возобновят. Однако пермские краевые власти решили провести фестиваль уже в 2010 году, но под другим названием.

## Название
Название «Зов Пармы» было придумано главой Чердынского района Юрием Чагиным. Хотя организатор фестиваля 2010 года Татьяна Санникова утверждала, что «Зов Пармы» являлся новым фестивалем, который проводился впервые, связь мероприятия с «Сердцем Пармы» признаётся исследователями. Например, филолог В. В. Абашев и географ А. В. Фирсова отмечают, что «Сердце Пармы» «продолжает независимую жизнь под новым именем „Зов Пармы“».

## Место проведения
Как и «Сердце Пармы» новый фестиваль проходил около села Камгорт и только в 2016 году его перенесли в окрестности села Серёгово ближе к Чердыни.

## Организаторы и финансирование
Среди организаторов первого «Зова Пармы» 2010 года были те же лица, которые проводили последнее «Сердце Пармы» в 2009 году. Директором «Зова Пармы» стала Татьяна Санникова, которая готовила «Сердце Пармы» в 2009 году. Музыкальной площадкой «Зова Пармы» в 2010 году руководил Владимир Вахрамеев, который являлся музыкальным директором «Сердца Пармы» в 2009 году. На фестивале 2010 года не было директора «Сердца Пармы» Ильи Вилькевича, который в августе 2010 года был задержан и в отношении него возбудили уголовное дело по обвинению в совершению мошенничества в связи с хищением средств проекта «Пермь как текст» (в декабре 2011 года часть обвинений с него сняли, а уголовное дело в остальной части прекратили в связи с истечением срока давности).
В 2016 году организаторами фестиваля (по Положению «О проведении этно-ландшафтного фестиваля „Зов Пармы“ в 2016 году») были Министерство культуры Пермского края, администрация Чердынского района и Чердынская местная общественная организация «Чердынское общество любителей туризма и краеведения».
Финансирование фестиваля складывалось из следующих источников:
1. Дотации, выделенные правительством Пермского края — в 2014 году на эти цели было предусмотрено 2,4 млн руб., с 2015 году по 2,0 млн руб. в год.
2. Экологический сбор с гостей фестиваля (с каждой палатки) и плата за стоянку для личного автотранспорта.

## Идейная основа и смысловое содержание фестиваля
Идейной основой фестиваля «Сердце Пармы» изначально был одноимённый роман Алексея Иванова. Но уже на первом фестивале 2006 года обозначилась тенденция к идейному отходу от романа Иванова. По мнению критиков «на первом фестивале было много внешнего антуража — музыки, ночных костров, оружия, танцев, факелов, лошадей, — и маловато внутреннего прочувствованного содержания, погружения в историко-географическую ткань места и самого ивановского романа». После отказа Иванова от участия в фестивале идеология этого мероприятия окончательно отошла от романа. Уже в 2010 году на первом фестивале «Зов Пармы» «о романе мало кто вспоминал». Филолог А. С. Подлесных, защитившая кандидатскую диссертацию по творчеству Алексея Иванова, отметила, что сменилось не только руководство фестиваля, но и произошел отказ от «геопоэтических знаков и символов, связанных с романом».

## Площадки фестиваля
«Зов Пармы» унаследовал от «Сердца Пармы» три площадки: музыкальная, ристалище (ролевые игры) и ярмарка изделий народных промыслов. Именно на этих трёх площадках «Зов Пармы» проходил в 2010 году. В 2010 году была еще одна площадка — мастер-класс по этно-ландшафтному дизайну.

## «Зов Пармы» 2010 года
После отказа Иванова от проведения фестиваля министр культуры, молодёжной политики и массовых коммуникаций Пермского края Борис Мильграм заметил, что «Парма поменяет Сердце» и уточнил, что фестиваль «будет и будет тоже Пармой, поскольку дело происходит в Парме — это точно. „Сердца Пармы“ — нет, поскольку это название, как авторское, принадлежит Иванову, но будет другая Парма». К фестивалю 2010 года приурочили выездное заседание правительства Пермского края, где в Чердынском краеведческом музее историк Георгий Чагин подготовил экспозицию археологических находок, сделанных в 2010 году в Чердынском районе. На фестивале побывал губернатор Пермского края Олег Чиркунов. По данным сотрудников МВД, на фестивале побывало более 10 тыс. человек. Среди посетителей фестиваля преобладали жители населённых пунктов Прикамья: Березников, Ныроба, Соликамска и Чердыни. Всем желающим были предложены экскурсии в Чердынь и Ныроб. Кроме того, на фестивале была организована большая выездная выставка коллекций нескольких краеведческих музеев Прикамья.

## Фестиваль в 2011—2019 годах
В 2011 году «Зов Пармы» посетили 20 тыс. человек. Однако затем число гостей фестиваля стало снижаться — 18 тыс. в 2012 году, 5 тыс. в 2013 году. Затем популярность мероприятия стала вновь расти — в 2015 году на фестивале собралось около 10 тыс. человек. На мероприятии 2015 года была отмечена продажа алкогольных напитков. За 2011—2015 годы были внесены в программу фестиваля изменения, сделавшие её более разнообразной. С 2011 года утро на фестивале стало начинаться с мероприятия «Шаманский закут» (йога и гимнастика), с 2012 года на «Зове Пармы» стали выступать фольклорные и народные театры, в 2013 году латвийские мастера впервые организовали на фестивале фаер-шоу. В 2016 году в программу фестиваля включили полёты на парапланах над Чердынью. В 2016 году фестиваль посетил пермский губернатор Виктор Басаргин, который выступил с приветственным словом и выстрелил из пушки. Кроме того, сам фестиваль ближе к Чердыни — в Серегово, расположенное всего в 2 км от этого города. Видимо эти меры позволили вернуть фестивалю популярность. В 2016 году «Зов Пармы» посетили 20 тыс. человек.

## Фестиваль с 2022 года
В 2020 и 2021 годах из пандемии COVID-19 фестиваль не проводился. В 2022 году фестиваль возобновили — в нём приняли участие более 10 тысяч человек.
В 2024 году фестиваль прошёл 19—21 июля близ села Серёгово. Его посетило не менее 22 тысяч гостей при ежедневном числе участников около 500. В числе выступавших группа «Ирисово поле»[значимость факта?].

## Влияние фестиваля на развитие Чердынского района
На территории малонаселённого Чердынского района расположено большое количество исторических (преимущественно археологических) и природных памятников. По данным на 2016 год в Чердынском районе было 112 памятников археологии, 178 памятников архитектуры и градостроительства, 2 памятника истории, 1 памятник монументального искусства.
Фестиваль «Зов Пармы» известен среди жителей Чердыни (даже более, чем романы Алексея Иванова). Проведённый в 2012 году опрос жителей Чердыни (всего опросили 490 респондентов, то есть не менее 10 % жителей города) показал, что 81 % опрошенных принимали участие в фестивале. При этом роман «Сердце пармы» читали 23 % опрошенных, а 38 % опрошенных заявили, что никогда не интересовались произведениями Алексея Иванова.
В. В. Абашев и А. В. Фирсова пришли к выводу, что фестиваль (как и одноименный роман) вызвали интерес к Чердынскому району со стороны туристов. В качестве доказательства они привели статистику по количеству посетителей Чердынского краеведческого музея (оно намного превышает число жителей Чердынского района):
- 2010 год — 55,3 тыс. чел.;
- 2011 год — 55,4 тыс. чел.;
- 2012 год — 57,0 тыс. чел.

В 2013 году в Чердыни был открыт информационно-туристический центр, состоящий из справочного бюро и точки по продаже сувениров. Под это учреждение администрация Чердынского района предоставила старинное здание, которое партнёры (туристическая фирма и некоммерческое партнёрство) отремонтировали за свой счёт.
В 2013—2015 годах число посещений Чердынского краеведческого музея (несмотря на то, что его постоянной экспозиции 15 лет) росло и составило (включая посетителей выставок вне помещений музея):
- 2013 год — 56,3 тыс. чел.;
- 2014 год — 53,1 тыс. чел.;
- 2015 год — 71,0 тыс. чел.